# Rue de Lunéville
La rue de Lunéville est une voie du 19e arrondissement de Paris, en France.

## Situation et accès
La rue de Lunéville est une voie publique située dans le 19e arrondissement de Paris. Elle débute au 148, avenue Jean-Jaurès et se termine au 65, rue Petit.

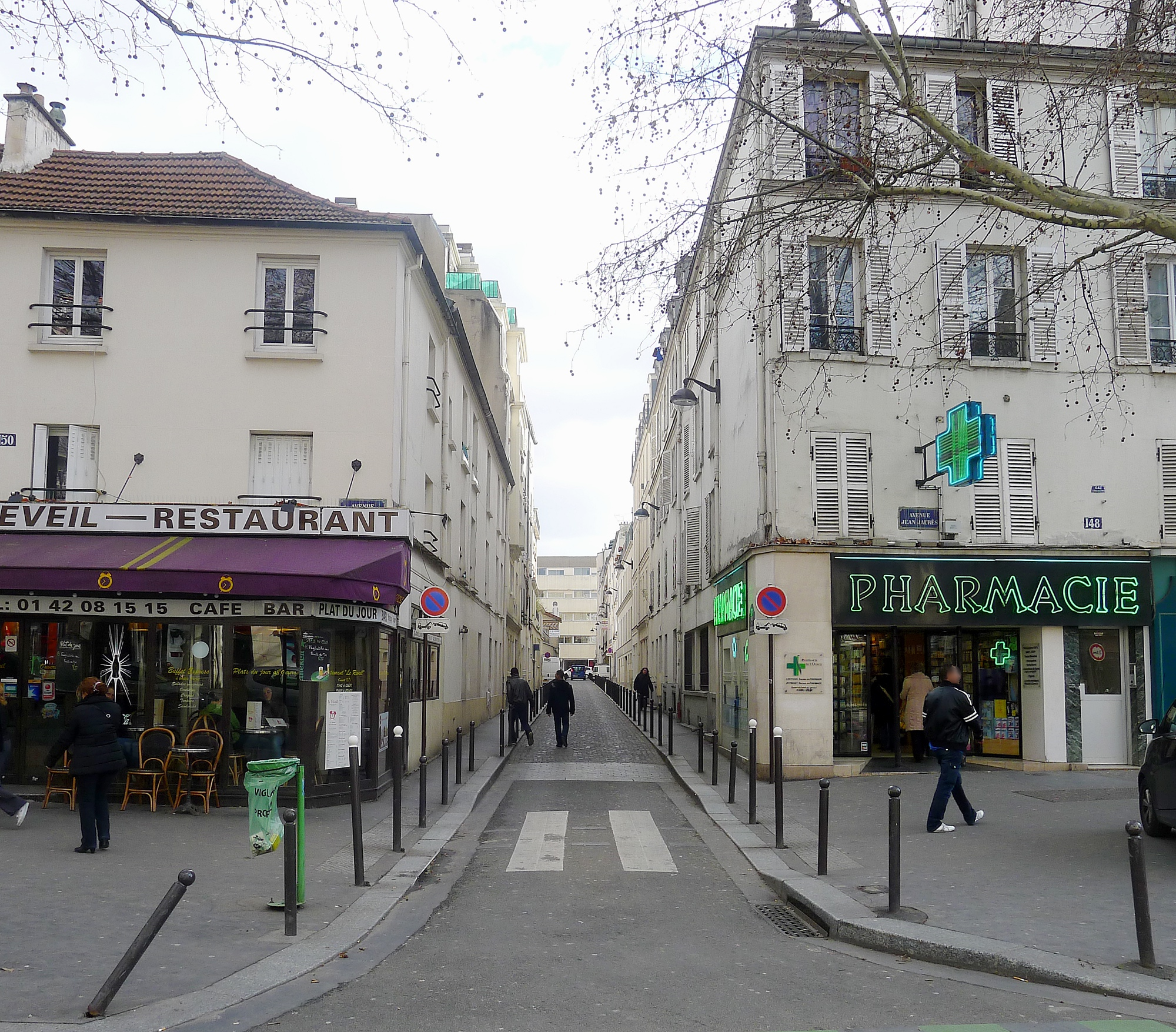
Entrée de la rue côté avenue Jean-Jaurès.

## Origine du nom
Elle porte le nom de la ville du département de Meurthe-et-Moselle, Lunéville.

## Historique
Cette rue tracée à l'état de projet sur le plan cadastral de 1812 de l'ancienne commune de La Villette est classée dans la voirie parisienne par un décret du 23 mai 1863. 